# Anschlag auf das Garissa University College
Der Anschlag auf das Garissa University College war ein am 2. April 2015 von der somalischen Miliz al-Shabaab durchgeführter bewaffneter Terrorangriff auf den Campus des staatlichen Garissa University College im kenianischen Garissa, bei dem 148 Opfer und von Sicherheitskräften die vier Attentäter getötet wurden.

## Verlauf
Am Morgen des 2. April 2015 griffen Kämpfer der islamistischen Miliz al-Shabaab den Campus des Garissa University College an. Nachdem sie Wachleute getötet hatten, schossen sie in den beiden Studentenwohnheimen und den Seminarräumen auf Studenten. Die maskierten Täter töteten nach Eindrücken von Überlebenden mit AK-47-Gewehren gezielt nichtmuslimische Studenten. 16 Stunden später stürmte die Armee das Gelände. Nach Angaben offizieller Stellen in Kenia wurden 148 Personen von den Terroristen getötet und zahlreiche Personen erlitten Schussverletzungen. Die vier Angreifer wurden von der eingreifenden GSU Recce Squad ebenfalls getötet. Acht Stunden nach Beginn des Terroranschlags waren aus dem Hochschulgelände noch Schüsse und Explosionen zu hören.
Nach ersten Angaben von Innenminister Joseph Nkaissery am 3. April verloren auf der Seite der Terroropfer neben einer großen Zahl von Studenten auch zwei Wachleute, ein Polizist und ein kenianischer Soldat ihr Leben. Schließlich ergab sich in Erkenntnis der Folgen des Terrorangriffs die Zahl von 142 getöteten Studenten und 6 toten Sicherheitskräften.
Nach Einschätzungen aus Regierungskreisen soll der mutmaßliche Anstifter des Terroranschlags ein in Kenia bekannter Lehrer und ehemaliger Prinzipal an der Madrasa Najah in Garissa sein. Mohamed Kuno, auch unter den Namen Sheikh Mahamad, Dulyadin und Gamadheere bekannt, ist ein somalistämmiger Kenianer. Über die Terroristen wurden durch die Kenya Defence Forces weitere Einzelheiten bekannt. Demnach befindet sich unter den getöteten Attentätern ein junger Jurist und Absolvent der University of Kenya, der Sohn eines regional-administrativen Gruppenoberhauptes aus dem Mandera County im Nordosten Kenias. Er wurde seit 2014 von seiner Familie vermisst und bei den al-Shabaab-Milizen im Nachbarland vermutet.
Die Bildungseinrichtung befindet sich unweit von Anlagen der kenianischen Streitkräfte.

## Reaktionen
In Eastleigh, einem vorrangig muslimisch geprägten Stadtteil von Nairobi, demonstrierten am 5. April 2015 mehrere 100 Einwohner gegen das Blutbad der Terroristen in Garissa. Unter den muslimischen Demonstranten befanden sich Lokalpolitiker, Geistliche und Geschäftsleute. Nach Auffassungen eines Sprechers ziele der Terroranschlag darauf ab, die Gesellschaft des ostafrikanischen Landes zu spalten, indem die Terroristen ihr eine Ordnung nach dem Prinzip „divide et impera“ aufzwängen wollen. Man habe so lange gemeinsam in Frieden miteinander gelebt, dass man sich durch die Ereignisse nun nicht voneinander trennen lasse („We have lived together in peace for so long that we do not have to be separated now.“).
Als Vergeltungsaktion bombardierte die kenianische Luftwaffe nach eigenen Angaben am 6. April 2015 Stützpunkte von al-Shabaab in Somalia.
Ein Mitglied der Kreisversammlung (Member of the County Assembly, MCA) von Nairobi forderte angesichts des Anschlags die kenianische Regierung auf, künftig mehr in die Sicherheitskräfte sowie den Geheimdienst zu investieren und sich dabei auf neue Formen der Kriminalität mit neuen Taktiken einzustellen.
Kenias Staatspräsident Uhuru Kenyatta erklärte in Gedenken an die getöteten Zivilisten eine dreitägige Staatstrauer. Während des Osterfestes hatten im gesamten Land Menschen ihre Trauer und Solidarität bekundet. Von al-Shabaab dagegen kam nach Kenntnis von Al Jazeera die Androhung eines „langen und grausamen Krieges“ und zu einem „weiteren Blutbad“, sofern Kenia seine Militäreinheiten nicht aus Somalia abziehen sollte.
Angesichts des über mehrere Stunden andauernden Eintreffens kenianischer Sicherheitskräfte am Campus in Garissa wurde in der Öffentlichkeit Kritik laut. Die Außenministerin Amina Mohamed verteidigte das Vorgehen des Militärs und bezeichnete es in einem CNN-Interview als „adäquat“. Auf Nachfrage hierzu meinte sie, dass sich das Zusammenspiel der verschiedenen Spezialeinheiten auf einem hohen und bisher nicht erreichten Niveau abgespielt habe. Sie schätzte ein, dass in dieser Situation alles denkbar Mögliche getan wurde (“We did everything that we could do.”) Von anderen Repräsentanten wurden die Überraschungswirkung des Terrorangriffs sowie technisch-logistische Gründe zur Rechtfertigung vorgetragen. Bei den eingeleiteten Einsatzvorbereitungen gingen die Verantwortlichen von einer Gesamtschutzwirkung für 815 Studenten aus.
Der Lehrbetrieb des College wird vorerst zum Hauptcampus der Moi University in das Uasin Gishu County verlegt und dessen Beginn ist für den 20. Mai 2015 vorgesehen.

## Hintergründe in Kenia
Im Jahre 2014 publizierte Forschungen des in Pretoria ansässigen Instituts für Sicherheitsstudien (Institute for Security Studies, ISS), die mit Unterstützung der Kenyan Muslim Youth Alliance (deutsch etwa: „Muslimische Jugendvereinigung Kenias“) unter Hinzuziehung von Befragungen junger Kenianer entstanden, beleuchteten die innenpolitische Konfliktsituation. Die Ergebnisse besagen, dass sich viele junge Menschen Extremistengruppen zugewandt haben, da die kenianische Regierung in der Vergangenheit die kollektive Bestrafung religiöser Führer betrieben hatte oder es zur Ermordung solcher Personen kam. Vorrangig würden vom Zustrom politisch enttäuschter Kenianer die Organisationen al-Shabaab und Mombasa Republican Council (MRC) profitieren. Obwohl beide Organisationen ein völlig unterschiedliches programmatisches Profil aufweisen, betrachten sie die Regierung Kenias gegenwärtig als gemeinsamen Gegner. Al-Shabaab ziehe unter diesen Rahmenbedingungen Personen an, die einen islamistischen Extremismus bis hin zum Terrorismus befürworten, und MRC rekrutiert dagegen seine Sympathisanten auf der Grundlage ethnischer und ökonomischer Ziele mit sezessionistischen Tendenzen.
Aus beiden Gruppen werden den Sicherheitskräften des Landes Ungerechtigkeiten und Aktionen „kollektiver Bestrafung“ vorgeworfen. Die Forschungen zeigten auf, dass sich Muslime in Kenia diskriminiert fühlen; 73 Prozent der befragten al-Shabaab-Anhänger äußerten Hass gegen andere Religionen. Etwa die Hälfte der al-Shabaab-Unterstützer sehen in der Regierung Kenias die Ursache für die von ihnen empfundene Behandlung ihrer Religion im Land.
Nach Einschätzung der ISS-Studie gestalten sich die politischen Verhältnisse in Kenia zunehmend instabil. Anstatt die Menschen in Kenia zusammenzuführen, würden Politiker des Landes politische Divergenzen für eigene Zwecke nutzen, wodurch die nationale Einheit künftig bedroht sein könnte. Die lokalen Verhältnisse haben das Frustrationspotenzial ansteigen lassen, was dazu geeignet sei, die Position von al-Shabaab in Kenia zu stärken. Im Ergebnis der Recherchen wurde für die jüngere Geschichte Kenias festgestellt, dass Massenverhaftungen und pauschale Verdächtigungen staatlicher Stellen von Personen auf Grund bestimmter Abstammungsmerkmale („racial profiling“) zu kontraproduktiven Situationen führen und die Betroffenen in den Extremismus abdrängen. Wenn die Regierung ihre Methoden nicht ändere, könne es demnach zu einem Kreislauf von Radikalisierung und Unruhen kommen.

## Weiterführende Literatur
- Anneli Botha: Radicalisation in Kenya. Recruitment to al-Shabaab and the Mombasa Republican Council. In: ISS Paper 265, September 2014, Institute for Security Studies. ISSN 1026-0404, online auf www.issafrica.org (englisch) Download-Link